# Olena Chouliak
Olena Oleksiïvna Chouliak (en ukrainien : Олена Олексіївна Шуляк), née le 24 janvier 1976 à Kiev, est une entrepreneuse et femme politique ukrainienne.

## Biographie
Elle a fait ses études à l'Université nationale de transport en 1997 et en psychologie, en 2012 à l'Université nationale Taras-Chevtchenko de Kiev.

### Carrière politique
Elle s'est présenté en 2014 au conseil de ville de Kiev sous l'étiquette Alliance démocrate (Ukraine) et est élue à la IXe Rada d'Ukraine. Elle dirige le parti Serviteur du Peuple depuis le 15 novembre 2021 en remplaçant Oleksandr Kornienko.